# Statischer Düngungsversuch
Der Statische Düngungsversuch in Bad Lauchstädt ist ein 1902 von Wilhelm Schneidewind begonnener, bis heute fortgeführter Agrardauerversuch auf dem Gelände der ehemaligen Agrochemischen Versuchsstation Halle in Bad Lauchstädt, wo es um die Erforschung der langfristigen Wirkung von organischer und mineralischer Düngung auf die Erträge der Kulturpflanzen, die Qualität der Ernteprodukte und die Bodenfruchtbarkeit geht.  
Standen anfänglich Fragen der Ertragssteigerung im Mittelpunkt des Forschungsinteresses, ging es später um den effektiven Einsatz organischer und mineralischer Düngemittel. Heute untersuchen die Wissenschaftler hauptsächlich die Effekte der Düngung auf unsere Umwelt. Der Statische Düngungsversuch von Bad Lauchstädt lieferte auch Daten für meteorologische Ertragsanalysen.
In Deutschland laufen gegenwärtig noch rund 30 Dauerfeldversuche, die ein breites Spektrum verschiedener Boden- und Klimabedingungen abdecken. Der bedeutendste dürfte dabei der 1878 von Julius Kühn angelegte und ebenfalls bis heute weitergeführte „Ewige Roggenbau“ sein, der der älteste Dauerdüngungsversuch in Deutschland ist.